# Hiroshi Tsutsui
Hiroshi Tsutsui (Tokyo, 26 agosto 1935 – 28 febbraio 1999) è stato un musicista e compositore giapponese, attivo specialmente nel campo dell'animazione.
Dopo il college e l'Università Keyo, inizia la carriera di compositore di temi musicali per programmi tv, collaborando spesso con Asei Kobayashi. A fianco a questa attività, Hiroshi Tsutsui è stato anche romanziere e autore di colonne sonore per musical. 

## Opere principali
- Obake n-taro - (1965)
- Parman - (1967)
- La maga Chappy - (1973)
- Ken Falco - (1974)
- Combattler V - (1976)
- Astrorobot contatto Y - (1976)
- Angie Girl - (1976)
- Vultus V - (1977)
- Daikengo - (1978)
- Gatchaman II - (1978)
- Gatchaman F - (1979)
- Lulù l'angelo dei fiori - (1979)
- Daltanious - (1979)
- Carletto il principe dei mostri (1980)
- God Sigma - (1981)